# Hopea kitulgallensis
Hopea kitulgallensis är en tvåhjärtbladig växtart som först beskrevs av A.J.G.H. Kostermans.  Hopea kitulgallensis ingår i släktet Hopea och familjen Dipterocarpaceae. Inga underarter finns listade i Catalogue of Life.